# Can Tortós
Can Tortós és una masia de Palafolls (Maresme) inclosa a l'Inventari del Patrimoni Arquitectònic de Catalunya.

## Descripció
És una masia situada a la part de llevant del Puig del Castell, anant pel camí de Tordera, molt a prop dels camps de conreu de l'entorn del riu. Molt pròxima a Can Sureda i el Mas Roig. La masia té la teulada a dues aigües; la seva part més primitiva té tres cossos perpendiculars a la façana principal, amb dos cossos més a l'esquerra i un pati entre aquest i la casa. La façana principal té el portal rodó ben executat, i les finestres d'acord amb l'arquitectura del segle xvii. A l'angle de la dreta de la casa hi veiem una capelleta i el pou. Els propietaris viuen a Blanes i la casa està ocupada per jornalers marroquins.